# Emil Navrátil

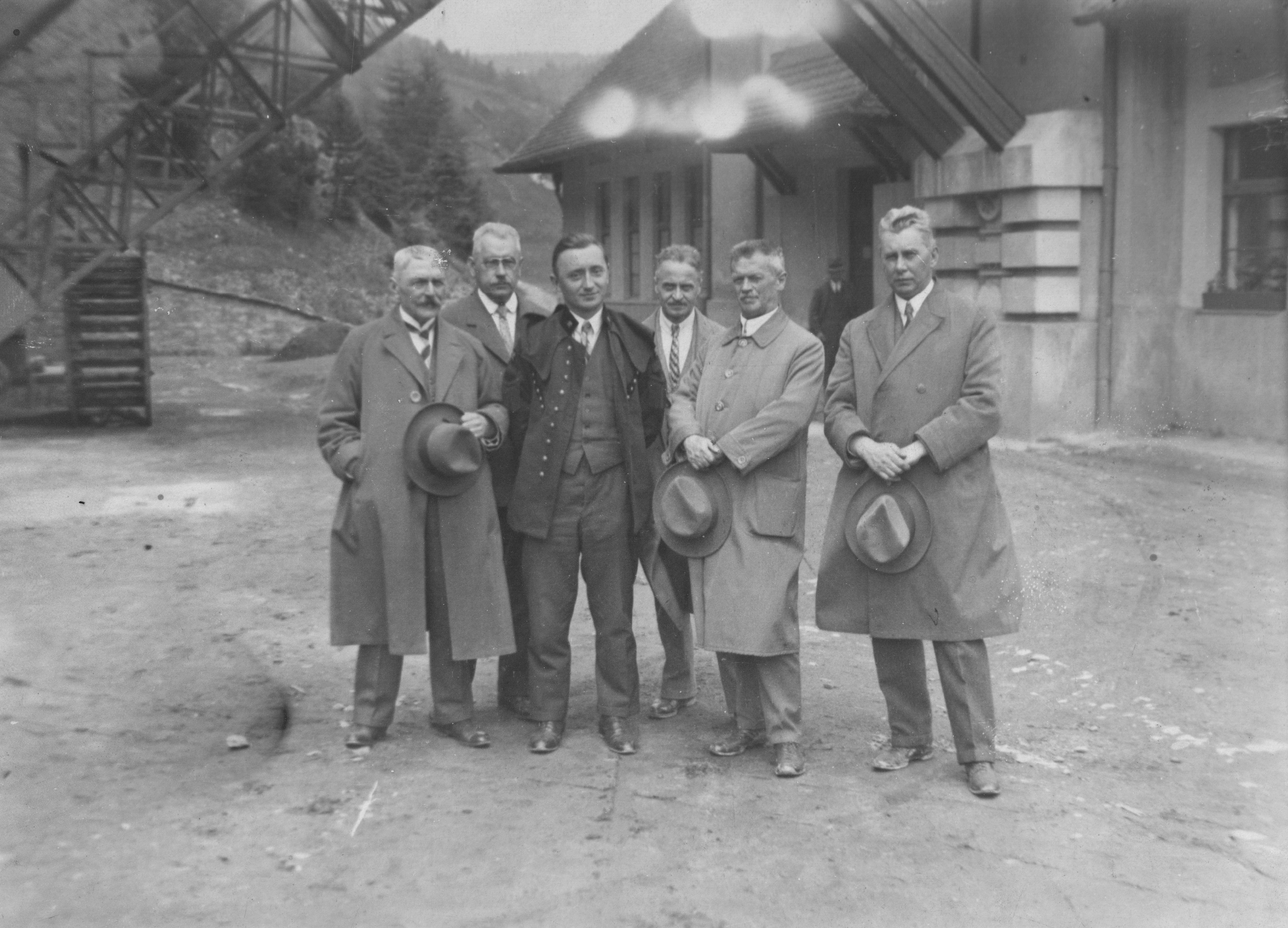
Prof. Emil Navrátil s kolegy

Emil Navrátil (27. červen 1866, Nasavrky – 5. červenec 1928, Praha) byl profesorem elektrárenství a elektrických zařízení, elektrovodných sítí a elektrických instalací na Českém vysokém učení technickém v Praze. V roce 1928 byl zvolen rektorem ČVUT, zemřel ale před nástupem do funkce.

## Život
Narodil se 27. června 1866 v Nasavrkách u Chrudimi. Středoškolská studia vykonal na vyšší reálné škole v Rakovníku. Poté studoval odbor strojního inženýrství na České vysoké škole technické v Praze. V roce 1885 získal stipendium za výborné výsledky v oboru stavby strojů. Techniku absolvoval v roce 1888 a téhož roku nastoupil jako strojní inženýr a konstruktér do firmy Emila Škody v Plzni. Sledujíce technický pokrok rozhodl se věnovat teprve vznikajícímu oboru elektrotechniky, a tak po 4 letech odešel ze Škodovky a roku 1892 nastoupil jako konstruktér do závodu Dr. Houdek a Hervert v Praze, kde pracoval na fyzikálních a elektrických přístrojích.
Kromě práce se zde plně věnoval studiu elektrotechniky a chodil na exkurze do vznikajících elektrotechnických firem. Po 3 letech 1. září 1895 byl proto požádán o vedení Městské elektrárny na Žižkově, po elektrárně písecké druhé v Čechách. Elektrárnu úspěšně vedl až do roku 1920. Roku 1917 byl za své znalosti a zásluhy o vedení elektrárny jmenován členem komise pro 2. státní zkoušku v oboru elektrotechnickém, které předsedal Ing. Karel Novák a místopředsedal František Křižík.
V roce 1920 byl jmenován řádným profesorem elektrických sítí, instalací a elektrárenství Českého vysokého učení technického v Praze. Ve studijním roce 1926/27 byl děkanem oboru strojního a elektrotechnického inženýrství tamtéž a pro studijní rok 1928/29 byl zvolen rektorem ČVUT v Praze.